# Långtjärnen (Hassela socken, Hälsingland)
Långtjärnen är en sjö i Nordanstigs kommun i Hälsingland och ingår i Gnarpsåns huvudavrinningsområde.